# Lycenchelys novaezealandiae
Lycenchelys novaezealandiae és una espècie de peix de la família dels zoàrcids i de l'ordre dels perciformes.

## Hàbitat
És un peix marí, de clima temperat i demersal.

## Distribució geogràfica
Es troba al Pacífic sud-occidental.